# Pappea capensis

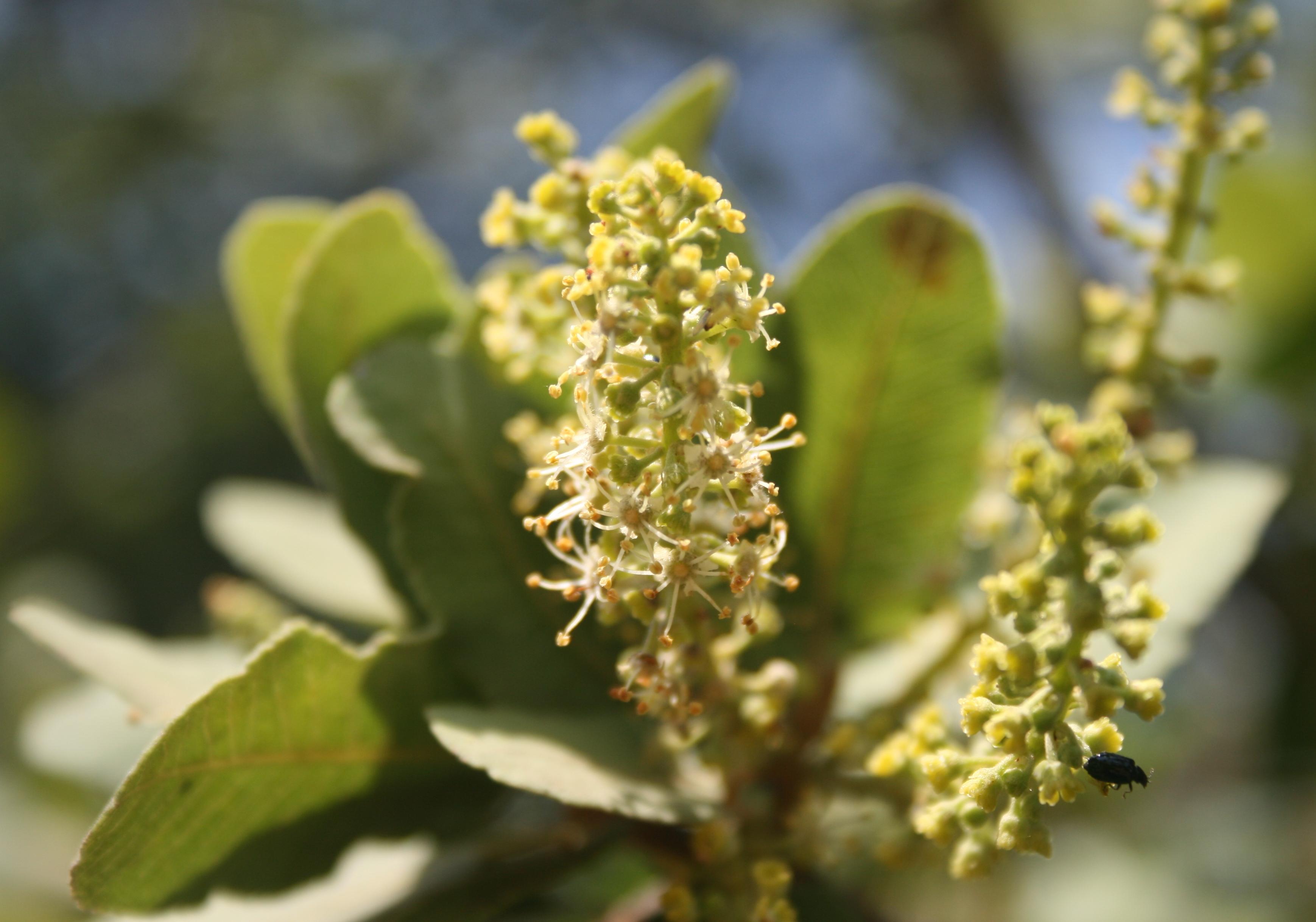
Blütenstand

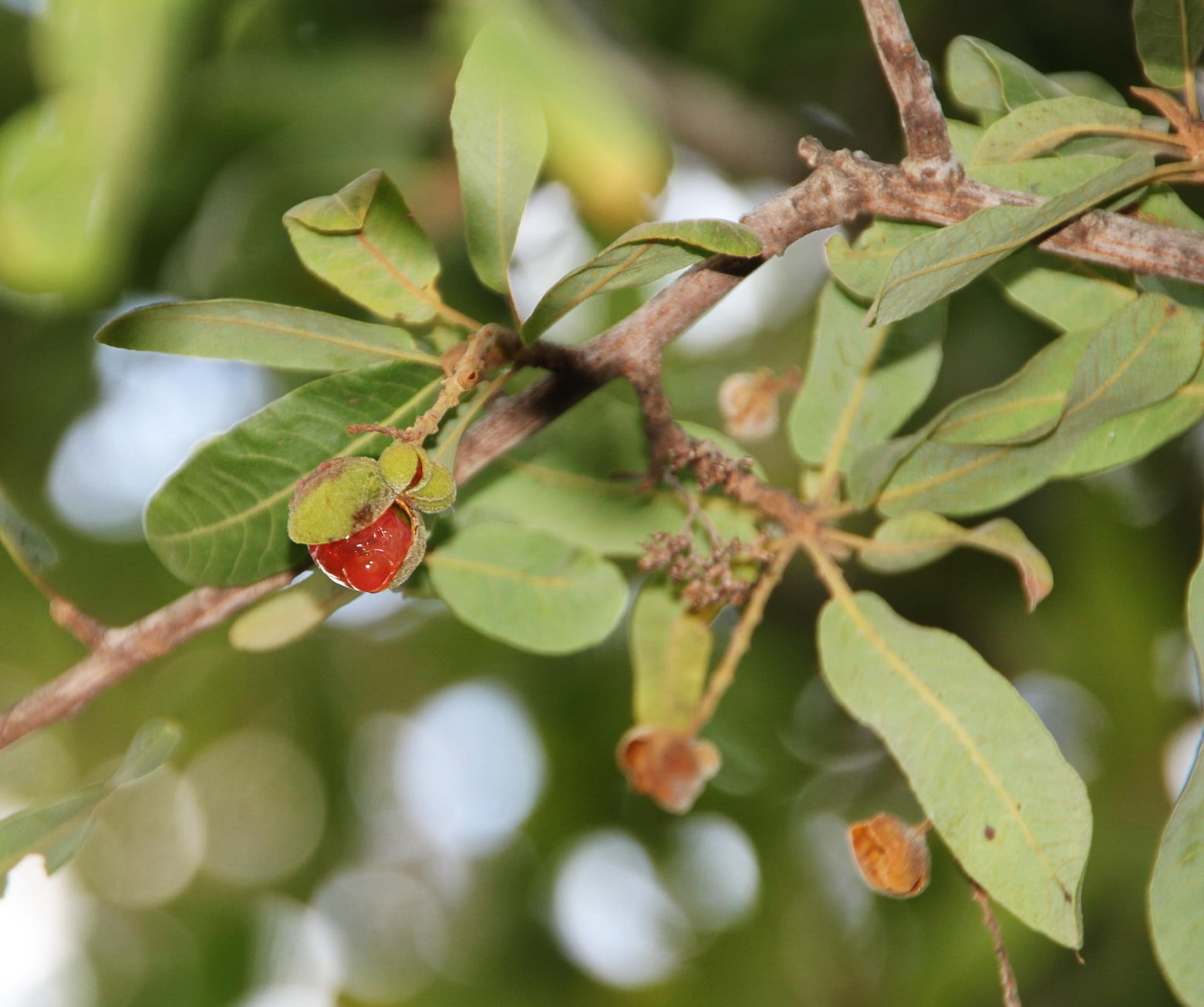
Früchte

Pappea capensis ist ein Baum in der Familie der Seifenbaumgewächse in der Unterfamilie der Sapindoideae aus dem zentralen bis östlichen und südlichen Afrika. Es ist die einzige Art der Gattung Pappea. Der Gattungsname ehrt den deutschen Arzt und Botaniker Karl Wilhelm Ludwig Pappe (1803–1862).

## Beschreibung
Pappea capensis wächst als Strauch oder öfters mehrstämmiger, meist immergrüner Baum, mit dichter, rundlicher Krone, bis über 9 Meter hoch. Der Stammdurchmesser erreicht, allerdings selten, bis etwa 1 Meter. Die Pflanzen sind recht langlebig.
Die einfachen und wechselständigen Laubblätter sind kurz gestielt und an den Zweigenden gehäuft. Der kurze Blattstiel ist bis 1,8 Zentimeter lang. Die rauen Blätter sind ledrig, etwas steif, unterseits weich und fein sowie oberseits nur schwach behaart. Die Blätter an jüngeren Pflanzen sind spitzig gezähnt, gesägt, an älteren sind sie ganzrandig. Sie sind bis 18 Zentimeter lang und eiförmig, -lanzettlich bis verkehrt-eiförmig, -eilanzettlich oder länglich bis elliptisch. In trockenen Gebieten sind sie nur halb so groß. An der Spitze sind die Blätter stumpf bis abgerundet oder eingebuchtet bis ausgerandet, seltener spitz. Die Basis ist abgerundet oder gestutzt bis spitz, manchmal schräg und/oder leicht herzförmig. Die Nebenblätter fehlen meist.
Pappea capensis ist im Prinzip einhäusig monözisch bis temporal diözisch. Es werden feinhaarige traubige oder dichte thyrsige und achselständige, männliche, weibliche oder gemischte Blütenstände gebildet. Die sehr kleinen, eingeschlechtlichen, grünlichen bis gelblichen und meist fünfzähligen, gestielten, duftenden Blüten besitzen eine doppelte oder einfache Blütenhülle. Bei den weiblichen Blüten können die Kronblätter auch fehlen. Die männlichen Blüten erscheinen zuerst, obwohl einige Bäume überwiegend männlich und einige überwiegend weiblich sein können. Der behaarte und becherförmige Kelch und die mehr oder weniger behaarten Kronblätter (mit innen einer winzigen Schuppe), sind nur sehr klein.
Die männlichen Blüten besitzen etwa 8–10 vorstehende Staubblätter mit im unteren Teil etwas langhaarigen, weißen Staubfäden, die weiblichen kleine Staminodien mit Antheroden. Der dreikammerige und behaarte, dreiteilige Fruchtknoten mit kurzem, relativ dickem, konischem, gynobasischem Griffel, mit leicht dreilappiger Narbe, der weiblichen Blüten ist oberständig. Bei den männlichen Blüten ist meist ein stark reduzierter Pistillode, in Form eines haarigen Kissens, vorhanden. Es ist jeweils ein Diskus vorhanden.
Es werden rundliche und behaarte, bis etwa 12 Millimeter große, einsamige, zweiteilige, lokulizidale Kapseln gebildet, die einzeln mit den reduzierten zwei anderen oder zu dritt in einer Sammel- oder Spaltfrucht erscheinen. Die Samen sind von einem roten, fleischigen, gelatinösen und glatten, gelappten Arillode umhüllt.

## Verwendung
Die Früchte bzw. der Arillode und die Samen sind essbar.
Die Rinde wird als Gewürz verwendet. Aus den Samen wird ein Öl gewonnen.
Das recht schwere, harte und gut beständige Holz wird für verschiedene Anwendungen genutzt.